# Deutsche Thaya
Deutsche Thaya är ett vattendrag i Österrike.   Det ligger i förbundslandet Niederösterreich, i den nordöstra delen av landet, 100 km nordväst om huvudstaden Wien.
Trakten runt Deutsche Thaya består till största delen av jordbruksmark. Runt Deutsche Thaya är det ganska glesbefolkat, med 40 invånare per kvadratkilometer.